# 灘浜東町
灘浜東町（なだはまひがしちょう）は兵庫県神戸市灘区の町名の一つで、1959年（昭和34年）に新在家南町から東灘区御影塚町までの地先22万m2が埋立てられて成立した。

## 地理
ほぼ全域が神戸製鋼所神戸製鉄所の敷地である。東は灘大橋で東灘区御影浜町と接続し、西は都賀川河口を挟み灘浜町、北は運河を挟み西から順に新在家南町、浜田町、東灘区御影塚町。丁目に分かれず、住居表示未実施。

## 人口統計
令和2年国勢調査（2020年10月1日）において定住者は見られない。